# Galveodon
Galveodon is een geslacht van uitgestorven zoogdieren uit het Vroeg-Krijt. Het was een relatief vroege vertegenwoordiger van de orde Multituberculata. Het leefde tijdens het tijdperk van de dinosauriërs. Het is geplaatst binnen de onderorde Plagiaulacida en de familie Paulchoffatiidae.
De typesoort is Galveodon nannothus, in 1992 benoemd door Gerhard Hahn en Renate Hahn. De geslachtsnaam verbindt een verwijzing naar Galve met een Grieks odoon, 'tand'. De soortaanduiding betekent 'de kleine bastaard'.
Het holotype is P-2, H-5, een bovenste tweede snijtand gevonden in  de  Camarillas-formatie uit het Barremien (Vroeg-Krijt) van Galve, Spanje, deel van de collectie van het museum in Galve. Het paratype is UNA 3: I2, een derde of vierde onderste linkerpremolaar.
Op de tweede snijtand staat het knobbeltje aan de lipzijde los, niet door een kam verbonden met de hoofdknobbel. Het tandglazuur is glad. Bij de onderste premolaren zijn de knobbels versleten tot op het niveau van de kroonbasis.